# Метафосфат марганца(III)
Метафосфат марганца(III) — неорганическое соединение,
соль марганца и метафосфорной кислоты с формулой Mn(PO3)3,
розовые кристаллы,
слабо растворяется в воде,
образует кристаллогидраты.

## Физические свойства
Метафосфат марганца(III) образует розовые кристаллы
ромбической сингонии,
пространственная группа P naa,
параметры ячейки a = 0,9703 нм, b = 1,0667 нм, c = 0,6362 нм, Z = 4
.
Слабо растворяется в воде.
Образует кристаллогидрат состава Mn(PO3)3•H2O.